# Huuskesboom

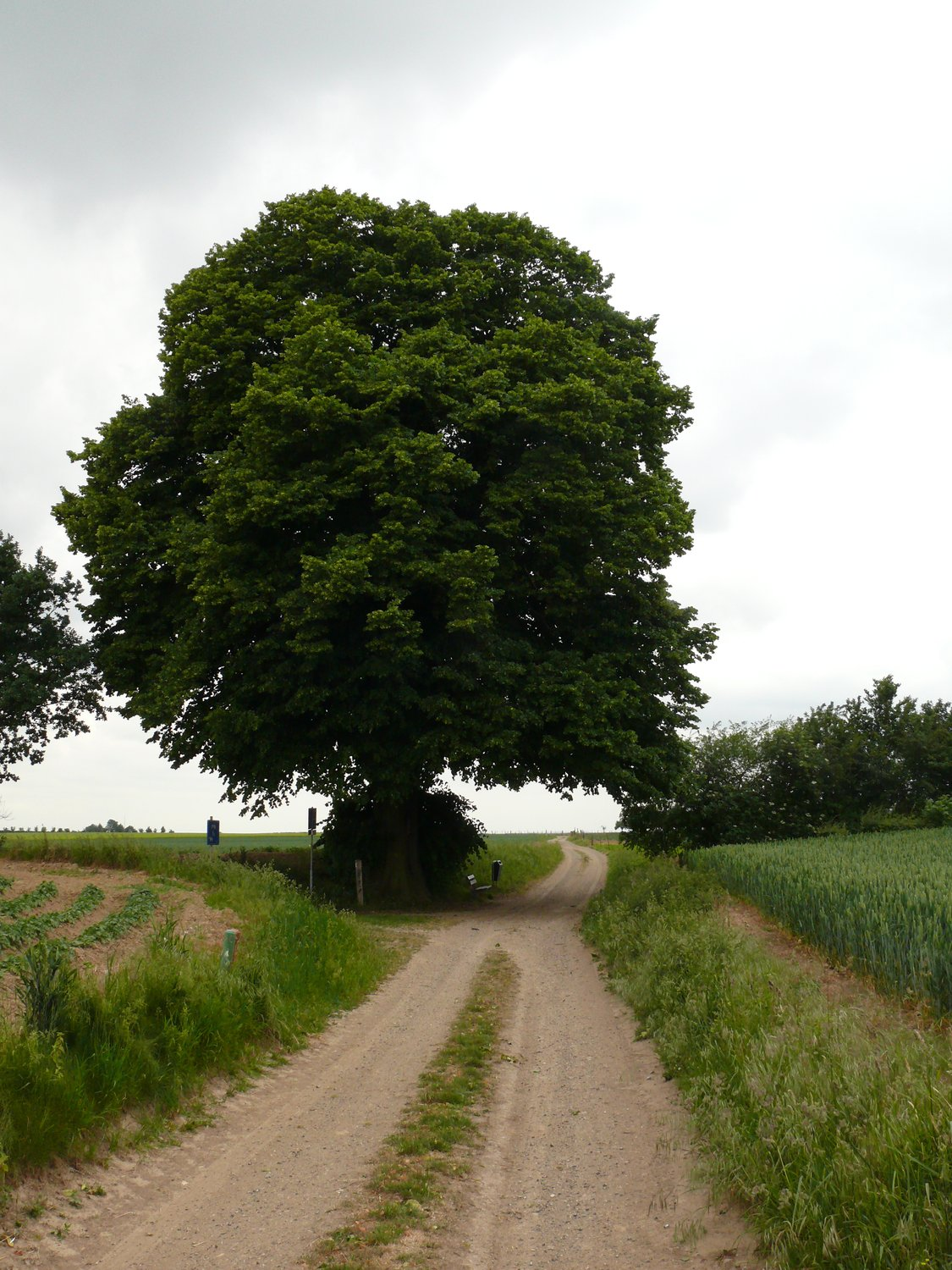
Huuskesboom gezien vanaf de Groeneweg in het oosten. Links van de weg is België.

Huuskesboom is een monumentale grensboom vlak buiten Libeek, een buurtschap van Sint Geertruid in de Nederlandse gemeente Eijsden-Margraten. De solitaire boom staat aan de kruising van de Groeneweg, Pieterssteeg en een onverharde weg naar het zuiden en staat precies op de grens van Nederland en België, tussen grenspalen 26a en 27. De grens loopt over het talud ten zuiden van de Groeneweg; de boom staat op dit talud. Huuskesboom staat op de lijst van onroerend erfgoed in Voeren met nummer 132382.
Anno 2014 is Huuskesboom 27 meter hoog met een takvrije stam van 4 meter en een omtrek van 4,75 meter. De boom staat op het Plateau van Margraten, 500 meter ten noorden van het Hoogbos en 500 meter ten zuidwesten van de Hoeve Libeek. Enkele honderden meters ten oosten van Huuskesboom liggen twee exportstations voor aardgas dat van Slochteren naar België wordt getransporteerd.

## Geschiedenis
Deze Hollandse lindeboom werd geplant in de tweede helft van de 18e eeuw als markeringsboom op de toenmalige grens tussen het Graafschap Dalhem (Voeren en Mheer) en het Land van Valkenburg (Sint Geertruid). Deze graafschappen werden opgeheven tijdens de Franse Tijd. Sinds 1839 staat de boom weer op een grens: de huidige grens tussen Nederland en België.
De boom werd gebruikt als spijkerboom. De naam verwijst naar een huisje (in het Limburgs huuske) dat er vroeger stond. Deze boom gaat waarschijnlijk terug op een ouder exemplaar. In de 15e eeuw wordt op deze plek al een boom vermeld. Op de Ferrariskaarten staat op de plaats van de huidige boom Libeecker Strauch vermeld. Andere bronnen vermelden Libekerbömke.

## Trivia
In 2023 deed Huuskesboom namens Limburg mee aan de verkiezing Boom van het Jaar.